# Versus (álbum de Emarosa)
Versus es el tercer álbum de estudio de la banda estadounidense de rock alternativo Emarosa. Fue lanzado el 9 de septiembre de 2014 a través de Rise Records y fue producido por Brian McTernan. Es el último álbum de la banda lanzado en este sello. También es el primer álbum que presenta al vocalista Bradley Walden y el último que presenta al guitarrista rítmico Jonas Ladekjaer, el bajista Will Sowers y el baterista Lukas Koszewski.

## Lista de canciones
| N.º | Título                               | Duración |  |
| 1.  | «People Like Me, We Just Don't Play» | 3:26     |  |
| 2.  | «American Déjà Vu»                   | 3:42     |  |
| 3.  | «A Hundred Crowns»                   | 3:26     |  |
| 4.  | «I'll Just Wait»                     | 3:30     |  |
| 5.  | «But You Won't Love a Ghost»         | 3:55     |  |
| 6.  | «Say Hello to the Bad Guy»           | 3:48     |  |
| 7.  | «Cliff Notes»                        | 3:45     |  |
| 8.  | «Mad»                                | 3:16     |  |
| 9.  | «Gold Dust»                          | 3:35     |  |
| 10. | «Same Tight Rope»                    | 3:59     |  |
| 11. | «1996 on Bevard»                     | 3:48     |  |

## Personal
Emarosa
- Bradley Walden - voz principal
- ER White – guitarra
- Jonas Ladekjaer – guitarra rítmica
- Will Sowers - bajo
- Jordan Stewart – teclado
- Lukas Koszewski - batería, percusión